# Condado de Norfolk (Ontário)

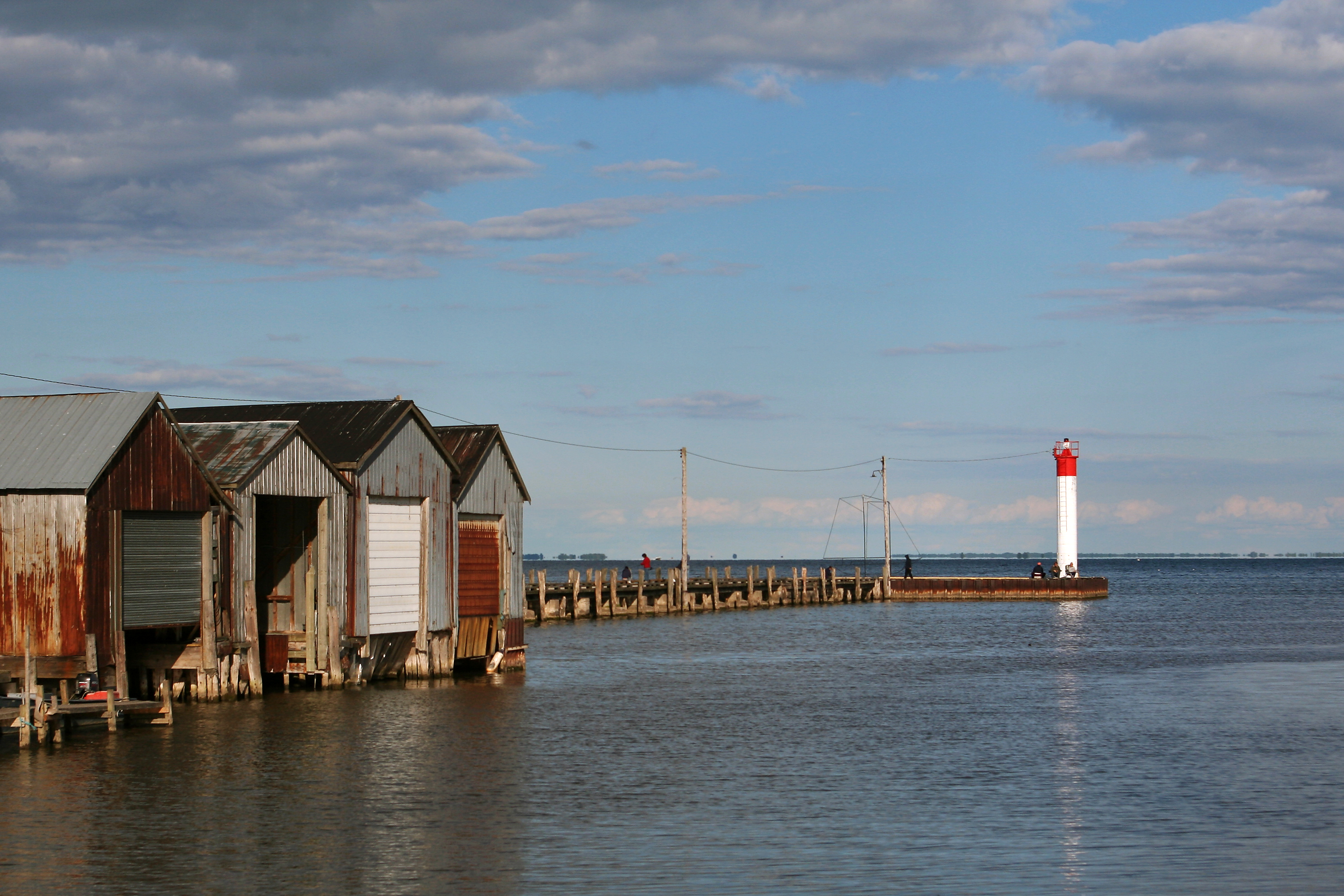
Docas em Port Rowan.

O Condado de Norfolk é uma cidade da província canadense de Ontário. Apesar do nome, Norfolk não é um condado mas sim uma municipalidade independente. A capital de Norfolk é Simcoe.